# Jason Mayélé
Jason Mayélé (Kinshasa, 4 gennaio 1976 – Bussolengo, 2 marzo 2002) è stato un calciatore congolese (Repubblica Democratica del Congo) con cittadinanza francese, di ruolo attaccante.

## Biografia
Venerdì 1º marzo 2002 trascorse la notte a Bardolino a casa della fidanzata Laura. Il giorno dopo, sabato 2, avrebbe dovuto presentarsi alle 9 di mattina a Verona alla sede della sua squadra, il Chievo, per il raduno ufficiale in vista della partita domenicale di campionato, sul terreno del Parma: si sarebbero dovuti recare in pullman al consueto allenamento di rifinitura al centro sportivo Veronello (che per ironia della sorte si trovava proprio nella stessa Bardolino), ma poi nel pomeriggio si sarebbero dovuti recare a Bagnolo Mella, nel bresciano, al funerale del padre del capitano clivense Eugenio Corini; al termine della cerimonia, il pullman avrebbe finalmente portato la squadra a Parma.
Uscito di casa, Mayelé si mise alla guida della Fiat Barchetta di proprietà della ragazza. Abituale a ritardi che minimizzava con delle battute, andava a velocità elevata, e nel comune di Bussolengo, percorrendo la Verona-Lago, in corrispondenza di una semicurva in lieve discesa situata in via Pastrengo, anche a causa dell'asfalto bagnato dalla pioggia sbandò invadendo la corsia opposta, e nonostante un'improvvisa frenata impattò frontalmente con una Opel Omega con alla guida un poliziotto in pensione di 69 anni di nome Mario Rossato, e sul sedile accanto la moglie Luigina Recchia, 61, diretti a Lazise dalla propria figlia. Mayelé, 26 anni, non riportò fratture ma un violento trauma cranico; l'uomo alla guida dell'altra autovettura invece riportò ferite al volto, mentre la donna morì sul colpo.
Solo alle 8:39 vennero avvertiti i soccorsi: sul luogo venne a lungo praticato a Mayélé il defibrillatore. Riconosciuto come un probabile calciatore per la tuta societaria, venne avvisata telefonicamente la sede della squadra, la quale però, in mancanza di notizia certa, non informò i propri calciatori. Pensando a uno dei soliti ritardi, il pullman del Chievo partì quindi senza preoccupazione da parte dei compagni di squadra, trovando una deviazione di percorso a causa dell’incidente; il medico della squadra Giampaolo Cantamessa e il preparatore atletico Ugo Maranza, a conoscenza della notizia, scesero e si recarono a piedi sul luogo dello scontro, assistendo a un ultimo inutile tentativo di rianimazione cardiopolmonare; portato all'Ospedale Orlandi di Bussolengo, alle 9:50 Mayelé venne dichiarato deceduto.
La partita domenicale Parma-Chievo venne rinviata, ma la squadra quel pomeriggio si recò comunque a Bagnolo Mella per le esequie del padre di Corini. Il presidente Luca Campedelli e il team manager Marco Pacione effettuarono il riconoscimento della salma. Lunedì 4 si tennero due cerimonie di suffragio: una a Chievo, nella chiesa di Sant’Antonio Abate, e una a Cagliari, nel santuario di Nostra Signora di Bonaria. Il Chievo decise di ritirare la maglia di Mayélé, la numero 30, in suo onore.

## Carriera

### Club
Giocò nello Châteauroux dal 1993 al 1999, passando dalla terza serie del campionato francese fino alla promozione in Ligue 1 al termine della stagione 1996-1997. Al primo anno nella massima serie francese venne notato dal presidente del Cagliari, Massimo Cellino, che lo acquistò subito ma lo lasciò ancora un anno in prestito a Châteauroux.
Arrivò in Serie A nell'estate del 1999. Al suo primo anno in Sardegna disputò 27 gare realizzando una rete, nel pareggio 1-1 sul campo della Reggina. Al termine del campionato la squadra rossoblù retrocesse in Serie B: nella successiva stagione in cadetteria totalizzò 20 presenze, senza realizzare alcuna rete, prima di essere ceduto al Chievo, di nuovo in Serie A, nel 2001.

### Nazionale
Ha rappresentato la propria nazionale nella Coppa d'Africa 2002.

## Statistiche

### Cronologia presenze e reti in nazionale
| Cronologia completa delle presenze e delle reti in nazionale ― RD del Congo | Cronologia completa delle presenze e delle reti in nazionale ― RD del Congo | Cronologia completa delle presenze e delle reti in nazionale ― RD del Congo | Cronologia completa delle presenze e delle reti in nazionale ― RD del Congo | Cronologia completa delle presenze e delle reti in nazionale ― RD del Congo | Cronologia completa delle presenze e delle reti in nazionale ― RD del Congo | Cronologia completa delle presenze e delle reti in nazionale ― RD del Congo | Cronologia completa delle presenze e delle reti in nazionale ― RD del Congo |
| Data                                                                        | Città                                                                       | In casa                                                                     | Risultato                                                                   | Ospiti                                                                      | Competizione                                                                | Reti                                                                        | Note                                                                        |
| --------------------------------------------------------------------------- | --------------------------------------------------------------------------- | --------------------------------------------------------------------------- | --------------------------------------------------------------------------- | --------------------------------------------------------------------------- | --------------------------------------------------------------------------- | --------------------------------------------------------------------------- | --------------------------------------------------------------------------- |
| 23-4-2000                                                                   | Kinshasa                                                                    | RD del Congo                                                                | 9 – 1                                                                       | Gibuti                                                                      | Qual. Mondiali 2002                                                         | 2                                                                           | 84’                                                                         |
| 17-6-2000                                                                   | Antananarivo                                                                | Madagascar                                                                  | 3 – 0                                                                       | RD del Congo                                                                | Qual. Mondiali 2002                                                         | -                                                                           |                                                                             |
| 9-7-2000                                                                    | Kinshasa                                                                    | RD del Congo                                                                | 2 – 0                                                                       | Rep. del Congo                                                              | Qual. Mondiali 2002                                                         | 1                                                                           | 43’                                                                         |
| 16-7-2000                                                                   | Kinshasa                                                                    | RD del Congo                                                                | 2 – 0                                                                       | Rep. Centrafricana                                                          | Qual. Coppa d'Africa 2002                                                   | 1                                                                           |                                                                             |
| 3-9-2000                                                                    | Harare                                                                      | Zimbabwe                                                                    | 3 – 2                                                                       | RD del Congo                                                                | Qual. Coppa d'Africa 2002                                                   | 1                                                                           |                                                                             |
| 10-10-2000                                                                  | Kinshasa                                                                    | RD del Congo                                                                | 1 – 1                                                                       | Lesotho                                                                     | Qual. Coppa d'Africa 2002                                                   | -                                                                           | 38’ 83’                                                                     |
| 14-1-2001                                                                   | Kinshasa                                                                    | RD del Congo                                                                | 2 – 1                                                                       | Ghana                                                                       | Qual. Coppa d'Africa 2002                                                   | -                                                                           | 53’                                                                         |
| 10-3-2001                                                                   | Kinshasa                                                                    | RD del Congo                                                                | 1 – 2                                                                       | Costa d'Avorio                                                              | Qual. Mondiali 2002                                                         | -                                                                           | 67’                                                                         |
| 20-1-2002                                                                   | Sikasso                                                                     | Camerun                                                                     | 1 – 0                                                                       | RD del Congo                                                                | Coppa d'Africa 2002 - 1º turno                                              | -                                                                           | 62’                                                                         |
| 26-1-2002                                                                   | Sikasso                                                                     | RD del Congo                                                                | 0 – 0                                                                       | Togo                                                                        | Coppa d'Africa 2002 - 1º turno                                              | -                                                                           |                                                                             |
| 29-1-2002                                                                   | Kayes                                                                       | RD del Congo                                                                | 3 – 1                                                                       | Costa d'Avorio                                                              | Coppa d'Africa 2002 - 1º turno                                              | -                                                                           | 50’ 62’                                                                     |
| Totale                                                                      |                                                                             | Presenze                                                                    | 11                                                                          |                                                                             | Reti                                                                        | 5                                                                           |                                                                             |

## Palmarès

### Club
- Ligue 2: 1

Châteauroux: 1996-1997